# Yo La Tengo
Yo La Tengo (z hiszpańskiego mam to albo mam ją) – amerykański zespół muzyczny grający indie rock, założony w Hoboken w stanie New Jersey. Od 1984 roku wydali ponad piętnaście albumów.
W skład zespołu wchodzą aktualnie:
- Georgia Hubley – perkusja, keyboard, dodatkowy wokal, gitara
- Ira Kaplan – główny wokal, gitara, keyboard
- James McNew – bas, gitara, dodatkowy wokal

## Albumy
- Ride the Tiger (Coyote, 1986)
- New Wave Hot Dogs (Coyote/Twintone, 1987)
- President Yo La Tengo (Coyote, 1989)
- Fakebook (Bar/None Records, 1990)
- May I Sing with Me (Alias Records, 1992)
- Painful (Matador, 1993)
- Electr-O-Pura (Matador, 1995)
- I Can Hear the Heart Beating as One (Matador, 1997)
- And Then Nothing Turned Itself Inside Out (Matador, 2000); US #138
- Summer Sun (Matador, 2003); US #115
- I Am Not Afraid of You and I Will Beat Your Ass (Matador, 2006); US #66
- Popular Songs (Matador, 2009); US # 58
- Fade (Matador, 2013); US #26

## Yo La Tengo & Jad Fair
- Strange But True (1998) Jad Fair & Yo La Tengo